# Lukács Béla (építész)
Lukács Béla, születési és 1891-ig használt nevén Laub Béla (Budapest, 1873. december 1. – Budapest, 1945. május 27.) magyar építész és építőmester.

## Élete
Laub Jakab kereskedő és Schwarz Katalin fiaként született zsidó családban. A négy reáliskolai osztály elvégzése után 1887 és 1890 között a Budapesti Állami Ipariskola építészeti osztályának tanulója volt. Gyakorlati idejét 1888-ban Perjátl Márton, 1889-ben Hauszmann Sándor mellett töltötte.
A 20. század elején működött, Budapest területén tervezett épületeket. Több munkáját Rácz Manóval (felesége Simon Miksa fővárosi nagykereskedő Margit leánya) közösen tervezte. 1909-től működtették közös építőmesteri irodájukat a Váczi körút 80. szám alatt. Irodájukat 1915-ben áthelyezték az Országház tér 17. szám alá.
1911 és 1919 között az ő megbízásukból épült a Budapest, Kossuth Lajos tér 16-17. lakóház is, ennek tervezője azonban Révész Sámuel és Kollár József volt.
1908. április 30-án Budapesten házasságot kötött Urbán Lenkével (1885–1935), Urbán Leó és Schwarz Eugénia lányával. Elváltak. Lányuk Lukács Márta Dóra (1912).
Baleset következtében hunyt el.
A Kozma utcai izraelita temetőben nyugszik.

## Ismert épületei

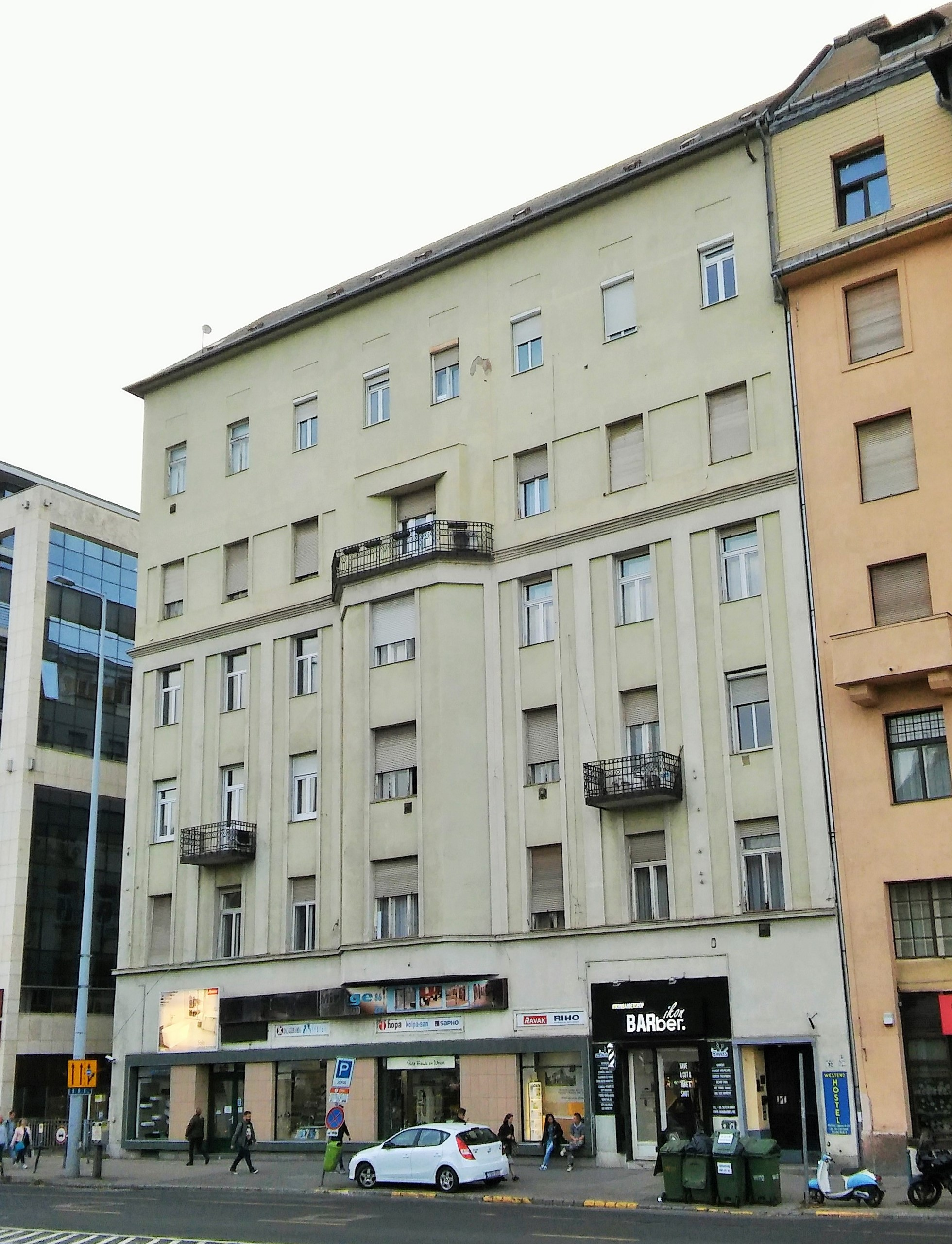
Budapest, Váci út 32.

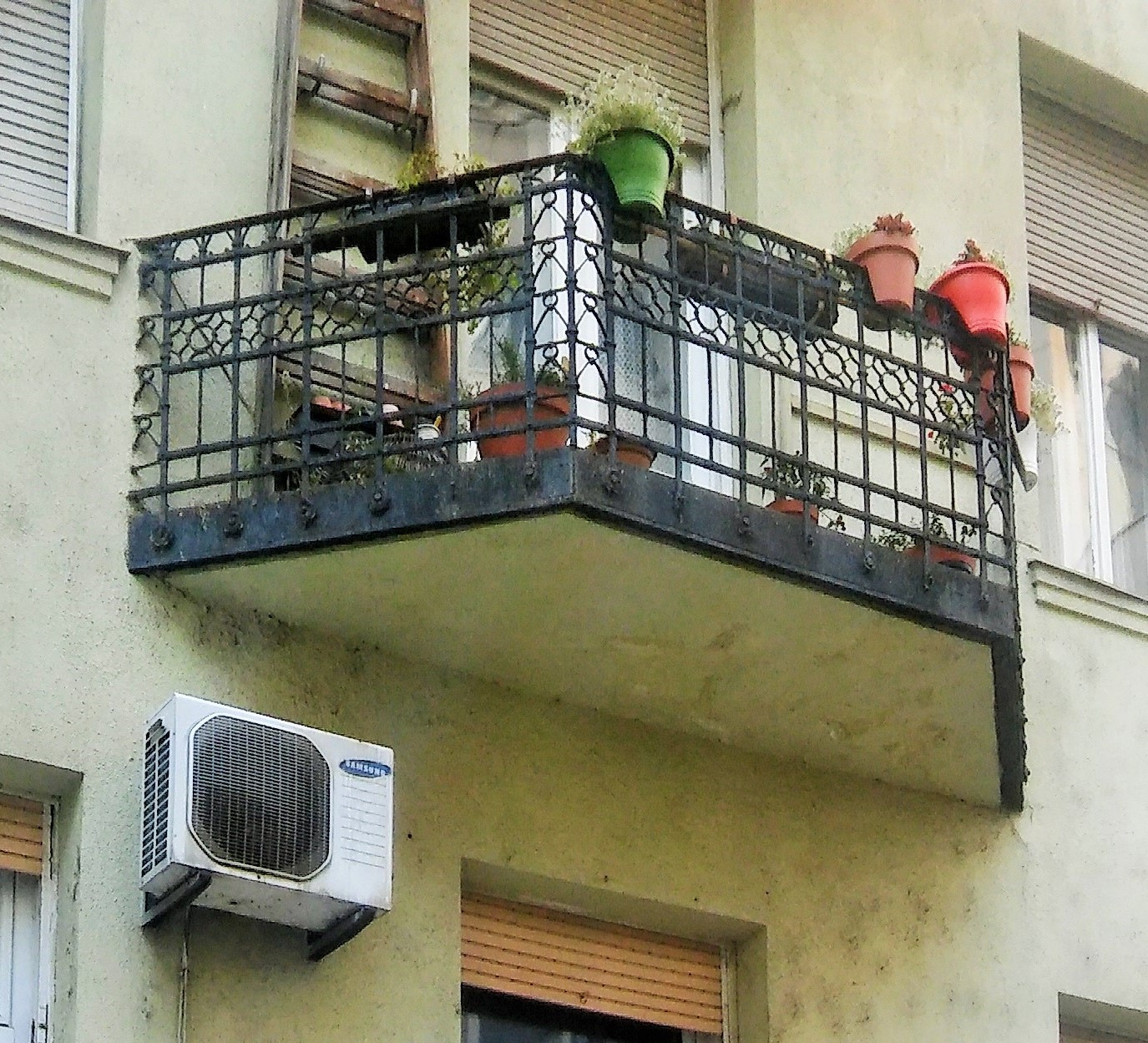
Budapest, Váci út 32. (erkélyrészlet)

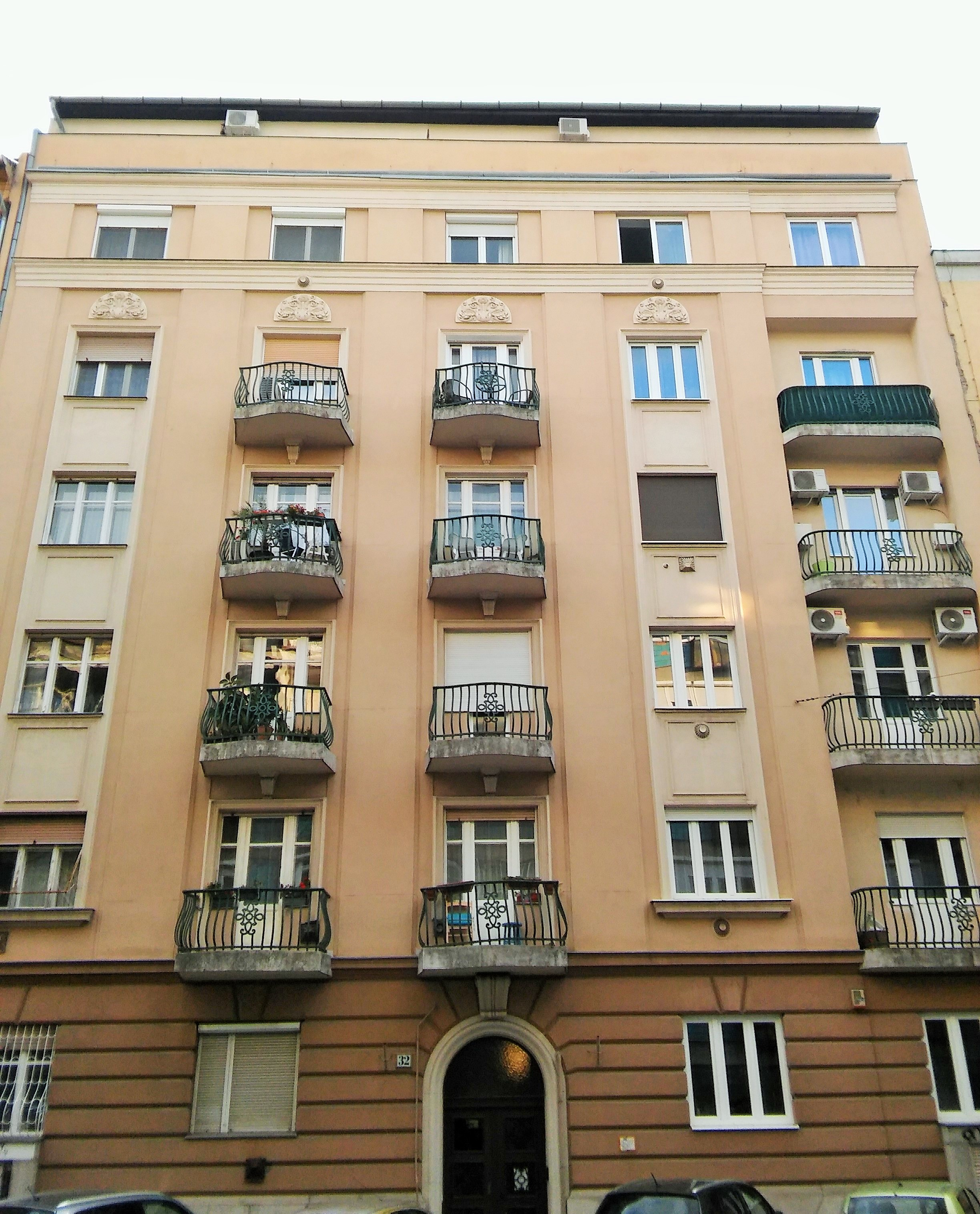
Budapest, Balzac u. 32.

- 1910: Schlesinger-bérház, Budapest, Váci út 32.[11][12] (Lukács és Rácz, átalakított homlokzat)
- 1910: Urbán-bérház, Budapest, Trombitás út 6738. hrsz.[13]
- 1911: Magyar Sangerhauseni gépgyár épülete, Budapest, Csáklya u. 3. (Lukács és Rácz)[14]
- 1911: Sonnenberg-bérház, Budapest, Krisztina körút 1147. hrsz. (Lukács és Rácz)[15]
- 1911: bérház, Budapest, Gyár u. 3451. hrsz. (Lukács és Rácz)[16]
- 1913: Groszmann Ernő gyárépülete, Budapest, Visegrádi u. 1417. hrsz. (Lukács és Rácz)[17]
- 1913: nyaraló, Budapest, Gizella út 2600. hrsz. (Lukács és Rácz)[18]
- 1914: bérház, Budapest, Falk Miksa utca 4. (Lukács és Rácz)[19][20]
- 1927: bérház, Budapest, Balzac u. 32. (csak Lukács)[21]

### Tervben maradt
- 1927: bérház, Budapest, Balzac u. 15. / Hegedűs Gyula u. 31. (csak Lukács terve, később Wannenmacher Fábián tervei alapján épült fel)[22]

### Épületátalakítások
- 1910: Engelsmann Henrik épület- és díszműbádogárú telepén irodahelyiség átalakítása, Budapest, Váci út 22-24. (Lukács és Rácz)[23]
- 1911: bérház, Budapest, Aréna út 19. (Lukács és Rácz)[24]
- 1911: bérház, Budapest, Teréz körút 1. (Lukács és Rácz)[25]
- 1911: bérház, Budapest, Teréz körút 44/b. (Lukács és Rácz)[26]
- 1912: bérház, Budapest, Vörösmarty u. 5. (Lukács és Rácz)[27]
- 1915: bérház, Budapest, Teve utca 1590. hrsz. (Lukács és Rácz)[28]